# Cuyamel
Cuyamel är en ort i Honduras.   Den ligger i departementet Departamento de Cortés, i den västra delen av landet, 210 km nordväst om huvudstaden Tegucigalpa. Cuyamel ligger 17 meter över havet och antalet invånare är 5 022.
Terrängen runt Cuyamel är varierad. Havet är nära Cuyamel åt nordost. Runt Cuyamel är det ganska tätbefolkat, med 104 invånare per kvadratkilometer. Cuyamel är det största samhället i trakten. Omgivningarna runt Cuyamel är en mosaik av jordbruksmark och naturlig växtlighet.